# Дехидрисана супа
Дехидрисана супа често звана и инстант супа је сушени производ специфичног састава који се пре потрошње припремај у кључалој води у веома кратком времену. Дехидрисана супа је корисна за  брзу припрему хране у  великим прехрамбеним објектима, кућним кухињама или на путовању камповању и планинарењу, јер омогућава  разноврснију исхрану, брзу надокнаду соли и течности, без ризика да ће  се храна током транспорта и складиштења покварити.

## Врсте
Дехидрисане супе према конзистенцији и изгледу, могу бити:
- бистре супе са тестенином,
- кашасте супе,
- крем-супе.

Дехидрисане супе се могу разликовати и по саставу намирница, и могу бити:
- вегетаријанске (од поврћа и биљних масноћа)
- месне (са додатком разних врста меса, и месног темељца)

## Састав
У састав дехидрисаних супа улазе:
- екстракт меса или сушено месо,
- сушено поврће,
- маст (биљна или животињска),
- брашно,
- млечни производи,
- биљни хидролизати,
- со, натријум-глутаминат и остали зачини.

Дехидрисане супе се углавном производе мешањем различитих сушених компонената.

## Припрема дехидрата за супу
Опште информације
Припрема дехидрисане супе у начелу се састоји се од одабира чишћења и прања поврћа и меса, сечења, кувања поврћа и меса и одвајања меса од костију. Мешања поврћа и меса , додавања соли,  зачина шећера у корекција укуса. Излагање пари у вакууму док се не постигне 80—85% сувих материја, Паковање и складиштење. По фазамо то изгледаовако:  
Припрема поврћа
Припрема поврћа одвија се на посебним линијама и укључује ове фазе: 
- калибрацију,
- прање и инспекцију,
- љуштење,
- прање и сечење,
- бланширање и згњечење поврћа.

Припрема меса
За добивање дехидрисане супе са месом користи се екстракт меса који се припрема следећим технолошким поступком:  
- припрема (сепарција од костију) маснијих делова  меса,
- бланширање меса,
- издвајање бујона,
- сепарација масти и коагулисаних беланчевина,
- филтрирање,
- излагање пари у вакууму док се не постигне 80—85% сувих материја,
- додавање соли, натријум-глутамината и осталих зачина,
- паковање и складиштење.

## Припрема супе од дехидрата
У лонац од 1 литра ставите воду (0,5 литара на једну коцку дехидрисане супе од 10. г)  и загрејте је до кључања ...Ова количина супе довољна је за припрему два тањира супе. Зависно од броја особа (тањира супе), на сваке две оособе додаје се 0,5 литара вода и 1 коцка супе).
Кад вода  почне да кључа, отворити паковање дехидрисане супе и сипати у кипућу воду.  Одмах се додаје и тестенина за супу по избору (око 20 г по тањиру супе)
На лаганој  ватри супу кувати (зависно од препоруке произвођача, у просеку око 8. минута) уз повремено мешање.
Кад је супа готова склонити је са ватре, сачекати око 5 минута да се супа прохлади и сервирати у тањир или чинију за супу, и по жељи додати одозго у сваки тањир: лист свежег першуна, нане или мирођије, крутоне и павлаку.

## Дехидрисана говеђа супа

### Састав
Дехидрисана говеђа коцке за супу у себи садржи следеће састојке:
- зачини: со, лист першуна и бибер,
- појачивачи ароме: мононатријум-глутаминат и динатријум инозинат, кукурузни скроб, палмина уље, декстроза, хидролизат биљних беланчевина соје, шећер, малтодекстрин,
- мешавина сушеног поврћа: у променљивим количинама црног лука и шаргарепе,
- боје: обични карамел, рибофни
- арома,
- говеђи месни екстракт најмање 2%
- стабилизатор: магнезијумове соли масних киселина,
- киселина: лимунска киселина

### Хранљиве вредности
| Хранљива вредност               | За 100 г производа | За порцију 5 г за 250 мл супе | % РУ за порцију 5. г |
| ------------------------------- | ------------------ | ----------------------------- | -------------------- |
| Енергија                        | 837 kJ/200 kcal    | 42 kJ/10 kcal                 | 1%                   |
| Масти                           | 7,4 g              | 0,4 г                         | 1%                   |
| Од тога засићене масне киселине | 4,0 g              | 0,2 г                         | 1%                   |
| Угљени хидрати                  | 22,9 г             | 1,1 г                         | 1%                   |
| Од којих шећери                 | 14,0 г             | 0,7 г                         | 1%                   |
| Протеини                        | 9,0 г              | 0,5 г                         | 1%                   |
| Со                              | 53,4 г             | 2,7 г                         | 45%                  |